# Madeleine Rohlin
Madeleine Rohlin, född 1945, är en svensk odontologie doktor, professor, forskare och akademisk ledare. Hon var från 1 mars till 31 december 2006 generaldirektör för Myndigheten för nätverk och samarbete inom högre utbildning.

## Akademisk karriär
Efter avlagd tandläkarexamen stannade Madeleine Rohlin kvar vid Tandläkarhögskolan för att bedriva utbildning och forskning. Hon disputerade 1977 vid Lunds universitet. När Tandläkarhögskolan blev Odontologiska Fakulteten vid Malmö högskola följde Rohlin med, och blev 1 januari 2003 prorektor för Malmö högskola.
Rohlin är professor i odontologisk diagnostik. Hennes arbete inom odontologisk röntgendiagnostik ledde i oktober 2005 till att hon utsågs till Honorary Fellow vid det prestigefyllda Royal College of Surgeons of England. Tidigare har Rohlin varit generalsekreterare för the Association for Dental Education in Europe.

## Nätuniversitetet
I mitten av januari 2006 meddelade regeringen att Rohlin utsetts till ny generaldirektör för den ombildade Myndigheten för nätverk och samarbete inom högre utbildning, tidigare Myndigheten för Sveriges nätuniversitet. Rohlin återgick till tjänst vid Malmö högskola efter ett år för att bland annat fortsätta med sin forskning.